# 福州疍民渔歌
福州疍民渔歌，在福州也被贬称为曲蹄曲（Kuóh-dà̤-ké̤ṳk /kʰuo˥˧ lɛ˨˩ kʰøyʔ˨˦/），是福州疍民传统的民歌形式，使用闽东语福州话吟唱，主要分为“盘诗”和“唱贺年歌”两种形式，流传于闽江中下游及福州沿海，其历史可能已经超过一千年。它目前频临失传的危险，已被列入福州市第二批市级非物质文化遗产和福建省第三批省级非物质文化遗产名录。

## 形式

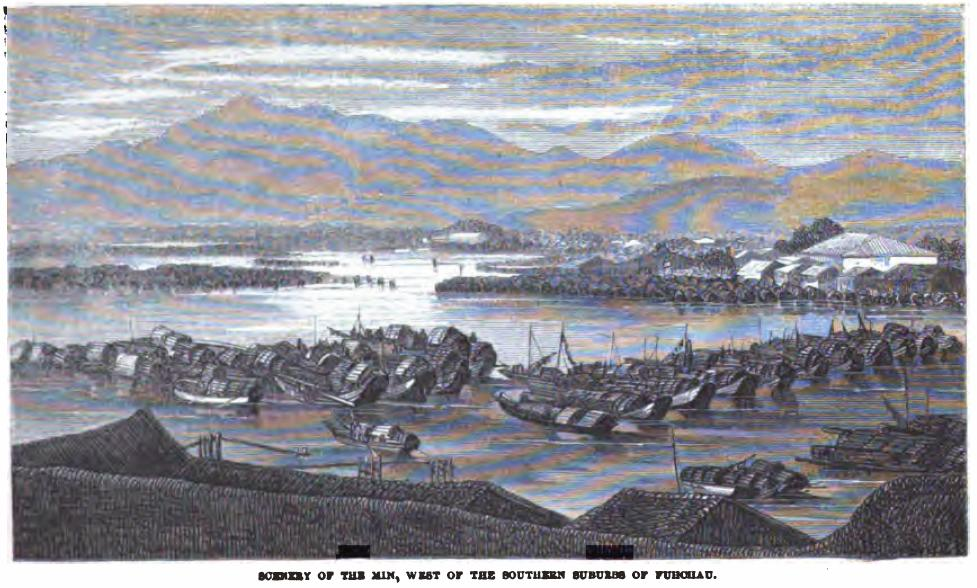
闽江上疍民船聚集的场景，绘于1850年左右

福州疍民渔歌主要分为“盘诗”的男女对唱形式和春节期间“唱贺年歌”向陆地汉人贺年讨粿的这两种形式。
“盘诗”是节日时连家船聚集在水面，比如闽江沿江一带，所进行的男女一唱一和的渔歌对唱。其曲调多为历史上流传下来的疍民自编的曲调，但是唱词是在问答过程中的即兴发挥，没有固定的唱词。歌词内容包括了男女求爱、互相嘲谑、互祝平安等等。开场的引歌一般为“一条竹仔软丝丝，撩你对面来盘诗，跟你上段盘下段，莫盘坏诗盘好诗”，接着就开始正式的对唱，对唱形式是一问一答。
“唱贺年歌”则是在农历正月初二至初四时福州疍民向岸上的福州人讨粿时所唱的吉利的歌曲，用来换取米粿。其曲调既有传统的疍民调，也有取自闽剧清唱小调，其中如《十二月果》、《十把白扇》这些曲子长度达到十句或十二句。在演唱时往往右跨竹编小鼓篮，左跨一尺多长、内装半筒水的小竹筒来敲打伴奏。在元宵、二月初二、三月初三时也有唱此类歌谣的习惯。
福州疍民渔歌的其他形式还包括“端午采莲歌”等。

## 歌词
福州疍民渔歌歌词非常丰富，内容与疍民传统生活息息相关。例如“盘诗”的歌词有：侬是水上讨渔婆，母女二人下江河，天晴是侬好日子，拍风逷雨没奈何。侬今使力来拔篷，一篷能转八面风，篷转风顺船驶进，看着前面好地方。妹你驶船莫大意，好好送客回家乡。江上渔歌唱不尽，鱼香米香水也香。
“贺年歌”歌词包括：一官大娘高厅坐，二子携孙来拜年，三女有婿人品好，四盏红灯挂营前。五色龙凤双飞舞，六张靠椅摆两边，七世同堂好名声，八仙月桌圆又圆。九落大厝好像样，十全如意福连连。新春贺年歌来唱，送侬𥺪粿迎新年。

## 影响和现状
福州疍民渔歌虽起源于福州疍民，但很可能对福州族群的民歌民谣产生了相当大的影响，“盘歌”由疍民社会传到闽江沿岸，并进一步传播到了整个福州，像“一枝花”、“撑船歌”、“月光光”、“卖洋桃”、“一粒橄榄”等福州民间歌谣都带有疍民渔歌的印记。
由于1950年代以后福州疍民大规模上岸定居，如今他们中的绝大部分已经放弃了传统的水上生活，随之而来的是像福州疍民渔歌这样的传统文化的衰落和频临灭绝。如今只有极少数福州疍民还会唱渔歌，福州市政府部门正在对福州疍民渔歌进行搜集、整理和保护。在1980年代末，福州市台江区组织编写了《中国歌谣集成·福建卷·台江区分卷》，其中收录了许多福州疍民渔歌。2009年1月，它被列入福州市第二批非物质文化遗产名录，2009年6月又被列入福建省第三批省级非物质文化遗产名录。